# Саламатіна Валерія Олександрівна
Валерія Саламатіна (19 вересня 1998) — російська плавчиня.
Учасниця Олімпійських Ігор 2020 року.
Призерка Чемпіонату Європи з водних видів спорту 2018 року.